# Vanliga delfiner
Denna artikel handlar om släktet vanliga delfiner, Delphinus. Generell information om familjen delfiner finns på Delfiner.

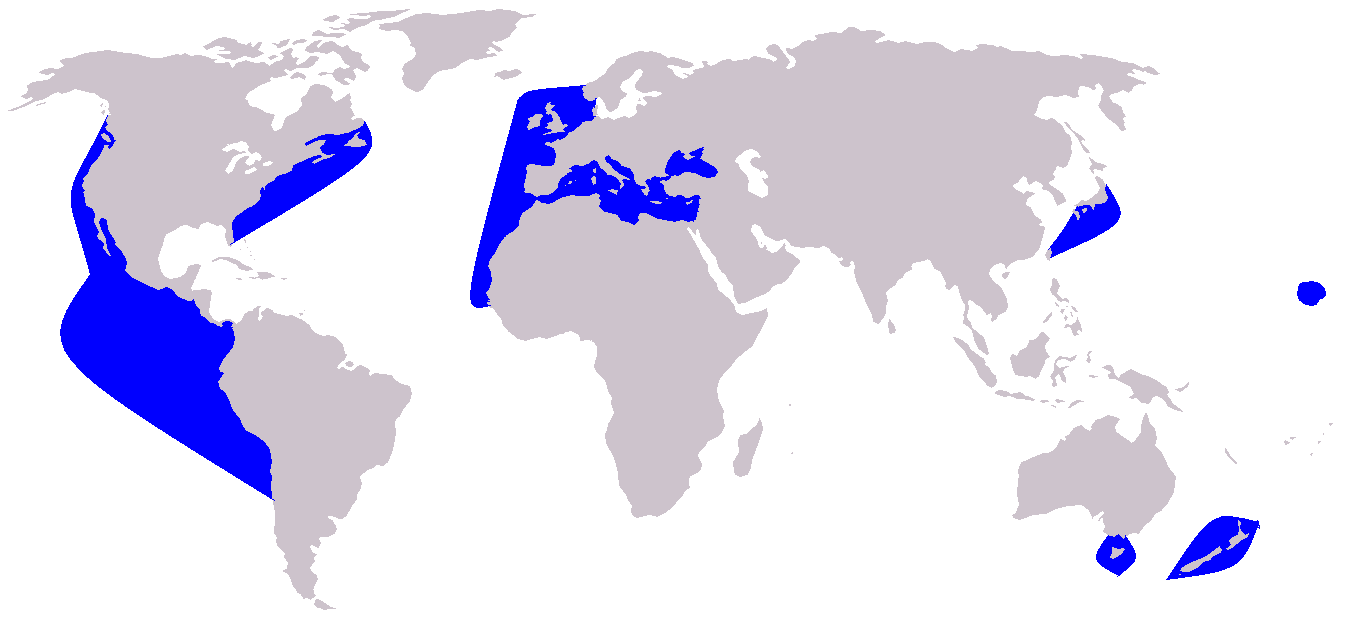
Utbredningsområde för kortnosad vanlig delfin

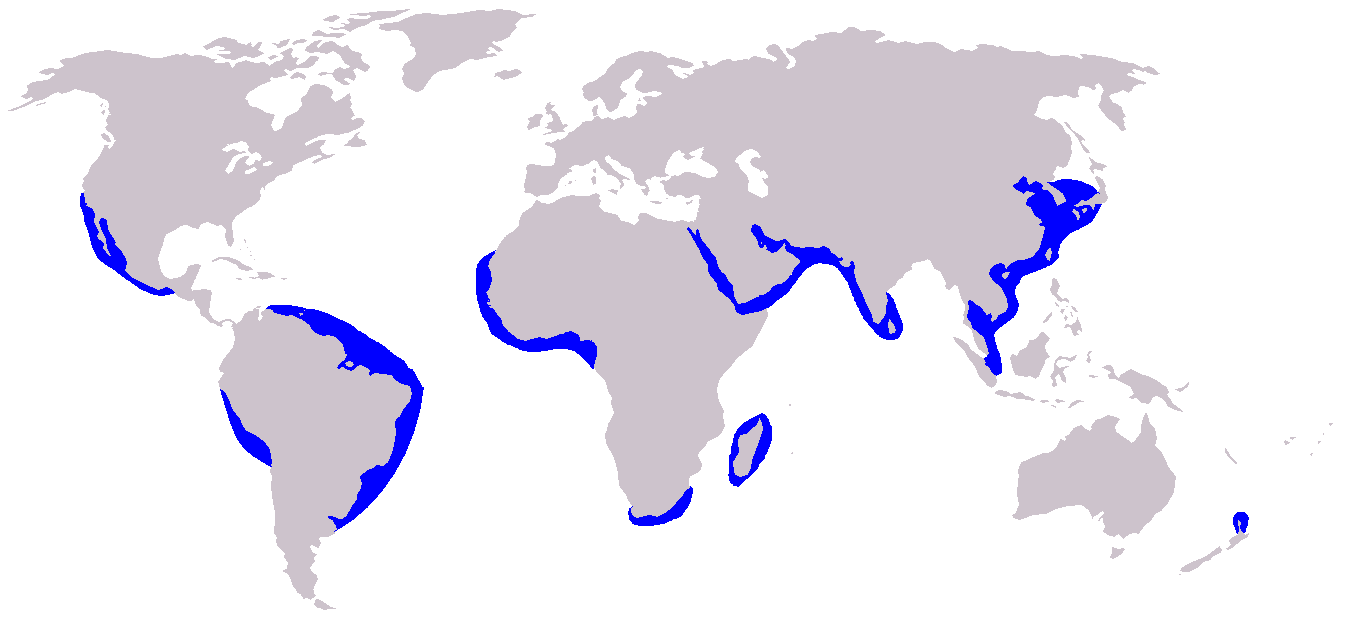
Utbredningsområde för långnosad vanlig delfin

Vanliga delfiner (Delphinus) är ett släkte däggdjur av familjen delfiner som lever i haven. Trots namnet är vanliga delfiner inte de delfiner som människan mest förknippar med delfiner. Den rollen har istället flasknosdelfin eller öresvin som brukar hållas på delfinarier och som blev världskänd genom TV-serien Flipper.

## Kännetecken
Individerna är på ryggen mörkgrå till svart eller brun och på buken vitaktig. På sidorna finns timglasformiga markeringar i ljusgul till ljusgrå. Vid stjärtfenan är kroppen svartaktig. Färgsättningen skiljer sig mellan olika populationer, i vissa regioner saknas markeringarna på sidan helt. Nosen är tydlig avgränsad från resten av huvudet och antalet tänder varierar mellan 40 och 50.
De kan bli mellan 1,50 och 2,50 meter långa (utan stjärtfena) och väger omkring 80 kg. Stjärtfenan är cirka 50 cm lång, längden av bukfenorna är ungefär 30 cm och ryggfenan är vanligen 40 cm lång. Den tyngsta individen vägde 136 kg.

## Utbredning och habitat
Vanliga delfiner förekommer i flera från varandra avskilda havsregioner i tropiska och tempererade områden. En större sammanhängande population lever i Svarta havet, Medelhavet och nordöstra Atlanten. En annan större population finns i östra Stilla havet vid Amerikas västra kustlinje. Dessutom förekommer arten vid Nord- och Sydamerikas östra kustlinje (men saknas i Karibien), söder om Afrika samt kring Madagaskar, vid Omans, Tasmaniens och Nya Zeelands kustlinje samt i hav kring Japan, Koreahalvön och Taiwan (se kartor).
Vanliga delfiner visas främst i det öppna havet och de syns sällan vid kusten. Delfinerna föredrar vattentemperaturen mellan 10 och 20 °C.

## Levnadssätt
Liksom andra delfiner livnär sig vanliga delfiner främst av fiskar och ibland av bläckfiskar. De har snabba rörelser och simmar eller hoppar ofta omkring fartyg. Liksom andra medlemmar av familjen bildar de ofta stora flockar med upp till flera tusen individer som uppvisar ett komplext socialt beteende. Under sommaren är flockarna vanligen mindre. Ibland bildar de grupper med andra tandvalar som grindvalar. Medlemmar i en grupp hjälper varandra. Till exempel iakttogs vanliga delfiner som hjälpte skadade individer att når vattenytan för att andas.
Dräktigheten varar i ungefär 11 månader. Födelsen av ungarna kan vara i två timmar. Ungdjuren föds med stjärtfenan framåt så att den inte drunknar vid födelsen. Modern hjälper sedan ungdjuret att komma till vattenytan. Andra delfiner i gruppen skyddar honan och ungdjuret för möjliga hajattacker. Tvillingar föds mycket sällan och i dessa fall dör vanligen ett av ungdjuren då modersmjölken inte räcker till. 
Ungdjuret dias ungefär 6 månader och sedan stannar ungen cirka två år till vid modern.
Honor får vartannat eller vart tredje år en unge. Den är vid födelsen 80 till 90 cm lång och väger ungefär 7 kg. Hanar blir uppskattningsvis efter 2 till 7 år könsmogna och honor efter 3 till 12 år. Individerna kan leva 20 år.

## Hot
I vissa delar av utbredningsområdet jagas vanliga delfiner. Till exempel fångas de av peruanska fiskare. Även i Svarta havet var tidigare jakt på vanliga delfiner vanlig. Det största hotet är numera kollisioner med fartyg och deras propeller samt vattenföroreningar. Sedan 1960-talet minskar populationen i Medelhavet och Svarta havet oroväckande snabb men orsaken är inte helt utredd. Troligen beror beståndets minskning på överfiskning så att delfinerna har brist på föda, eller de fick ett svagare immunsystem på grund av vattenföroreningar. IUCN listar populationen kring Medelhavet sedan 2003 som starkt hotad (endangered).

## Systematik
Fram till mitten av 1990-talet betraktades Delphinus delphis som en enda art men idag delas släktet Delphinus av några zoologer upp i sadeldelfin eller kortnosad vanlig delfin (som fortfarande bär det vetenskapliga namnet Delphinus delphis) och i kapspringare eller långnosad vanlig delfin (Delphinus capensis).
Tidigare fanns upp till 20 förslag för isolerade populationer som skulle få artstatus, bland annat Delphinus bairdii i östra Stilla havet och Delphinus tropicalis i Indiska oceanen.